# Inkuyo
Inkuyo — музыкальная группа из Лос-Анджелеса. Исполняет андскую музыку написанную под влиянием боливийского композитора Гонцало Варгаса. Начинали выступать как квартет, но в дальнейшем преобразовались в трио.
Песня «Wipala» использовалась в главе «Бразильская фавела» фильма «Барака» режиссёра Рона Фрике.

## Дискография
- 1988 — Land of the Incas
- 1990 — Temple of the Sun
- 1993 — The Double-Headed Serpent
- 1994 — Art from Sacred Landscapes
- 1996 — Ancient Sun
- 1998 — Window to the Andes
- 2007 — Pachakuti: The Overturning of Space-Time